# Histoire militaire

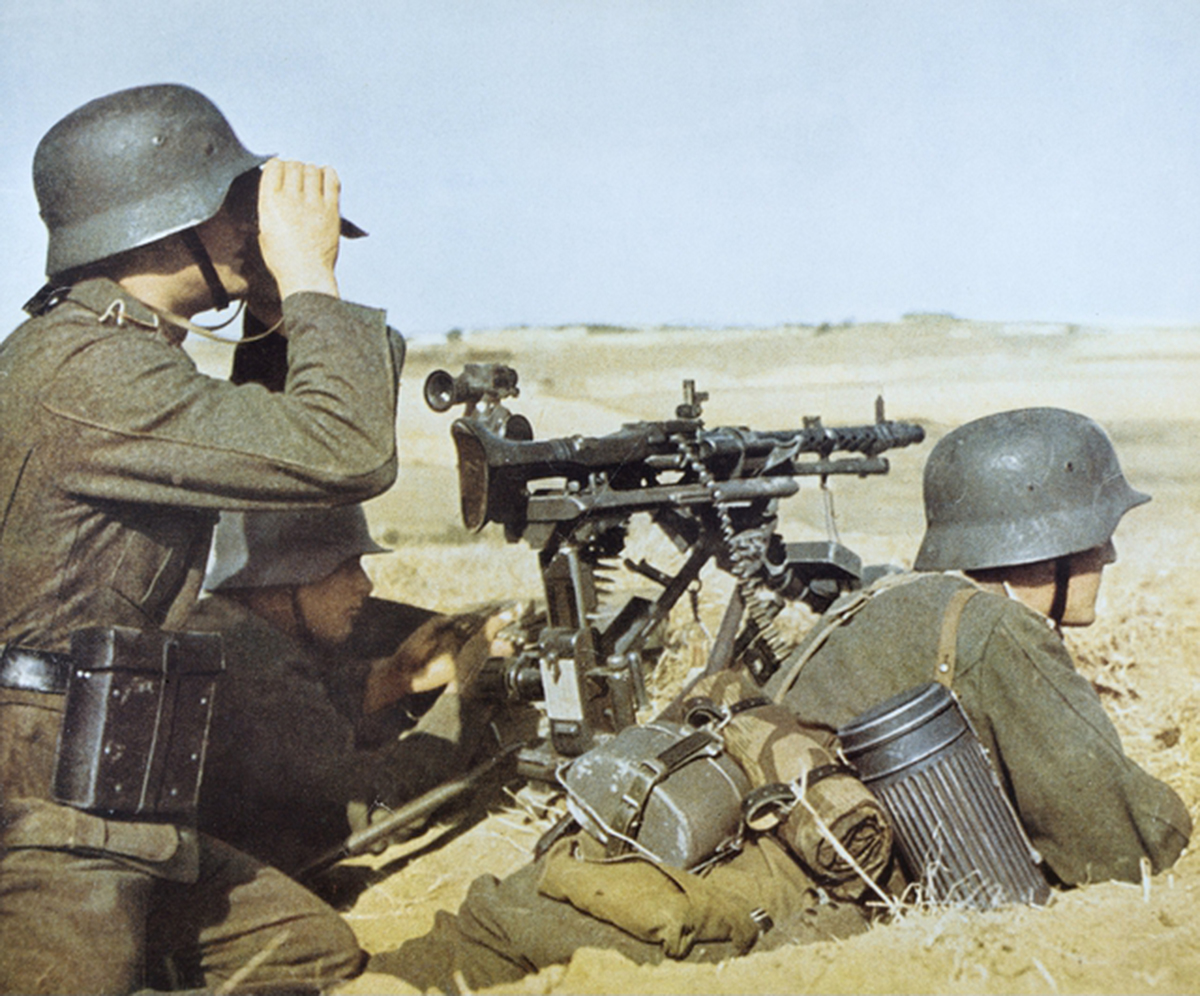
Soldats allemands équipés d'une mitrailleuse MG34 sur le front de l'Est, en 1942 (Seconde Guerre mondiale).

Dans la manière dont les historiens militaires la conçoivent au XXIe siècle, l’histoire militaire est un champ historiographique qui étudie la guerre et ses composantes militaires (personnel militaire, recrutement, conduite des opérations militaires, institution et administration militaire), et son impact sur la politique, l’économie, la culture, la géographie et la société. Les historiens militaires s’accordent aujourd’hui pour dire qu’on ne peut plus faire l’économie de l’histoire culturelle et politique lorsqu’on traite de l’histoire militaire. Il faut donc distinguer le concept d'histoire-bataille, longtemps pratiquée dans le domaine de l'histoire militaire, qui n'appréhende l'Histoire que par les batailles et dans une temporalité évènementielle, de l'histoire des batailles ou plus précisément du fait militaire qui peut s'envisager depuis diverses approches (sociale, culturelle, géographique, économique, etc.) et s'intégrer dans une perspective du temps long.
Fustigée par l’école française des Annales, car longtemps associées à une approche purement évènementielle et très technique, l’histoire militaire a connu depuis la fin de la Seconde Guerre mondiale un retour en force et une évolution importante dans la manière de la construire. De 1945 au début du XXIe siècle, plusieurs générations d’historiens militaires ont réinterrogé l’histoire en fonction des préoccupations de leur temps, menant à une nouvelle compréhension du passé et de son histoire militaire. En effet, l'histoire-bataille présentait l'Histoire comme le produit des guerres parce que ces dernières figuraient et figurent encore parmi les évènements historiques les mieux documentés et traités. Pour autant, cette abondante documentation ne signifie pas que le fait guerrier représente l'épine dorsale de l'histoire de l'humanité. Néanmoins, les guerres peuvent être des évènements plus ou moins importants et dont l'impact pourra être plus ou moins significatif à l'échelle d'un ou plusieurs peuples et d'un espace donné. L'histoire ne se résume pas à la guerre, mais la guerre est un aspect de l'histoire parmi d'autres, un aspect pour lequel de nombreuses sources et documents sont à disposition.

## Les précurseurs
La guerre est un sujet qui a fait couler beaucoup d’encre, et cela bien avant l’Histoire-bataille. De nombreux documents issus de l’Antiquité peuvent fournir diverses informations afin de construire une histoire militaire, comme l’Iliade de Homère. Néanmoins, il s’agit de rester prudent vis-à-vis de ces sources qui n’ont pas pour objectif premier de décrire avec objectivité les évènements militaires de l’époque.
Parmi les auteurs antiques ayant laissé derrière eux des écrits précieux concernant l’Histoire militaire, figure Xénophon. En effet, ce tacticien hors pair connaît très bien le fonctionnement des Spartiates auprès desquels il a combattu de nombreuses années. L’histoire militaire peut par exemple se servir du onzième chapitre de La République de Sparte, où Xénophon livre des informations très précises au sujet de la tactique spartiate. Arthur Boucher, ancien chef du bureau des opérations à l’état-major de l’armée et spécialisé en Histoire grecque, affirme d’ailleurs que l’histoire de la tactique doit s’appuyer sur ce document. Xénophon connaît très bien l’armée spartiate dans laquelle il a combattu, néanmoins, il est indispensable de conserver un esprit critique à la lecture de ses écrits. En effet, le ton employé par Xénophon est loin d’être objectif et scientifique : il peut être moralisateur, didactique, voire apologétique, comme c’est le cas dans Anabase, autre document intéressant relatant l’épisode de la Retraite des 10 000 qu’il a vécu. À partir de ses expériences, Xénophon tente de conceptualiser la guerre.
Polybe, historien grec et spécialiste militaire (en particulier de la guerre de siège), a également placé la guerre au centre de sa pensée, car c’est elle qui détermine les peuples et les empires. Ses Histoires décrivent d’ailleurs divers conflits par lesquels les Romains sont parvenus à asseoir leur pouvoir dans le bassin méditerranéen. Pourtant, la plupart des études qui lui sont consacrées font passer le domaine militaire au second plan. Grâce au statut politique de son père, Polybe a pu observer de près les affaires politiques et militaires de Mégalopolis et a également entrepris une carrière militaire, bien que l’histoire ne retiendra pas sa qualité de combattant. Malheureusement, ces écrits militaires ne nous sont pas parvenus. Il est avéré que Polybe a écrit, entre autres, un Traité de Tactique très mal connu aujourd’hui (si ce n’est que l’historien grec ait dû lire les penseurs le précédant, comme Xénophon, entre autres). Tout comme ce dernier, Polybe se sert de ses propres expériences militaires afin de théoriser la guerre. Le Traité de Tactique n’était pas seulement un livre théorique : il regorgeait également de détails et conseils pratiques. À travers les écrits de Polybe passés à la postérité, il est possible d’affirmer que l’historien/tacticien accordait une grande importance à l’individu, et en particulier à la figure du général. Néanmoins, la perte de son traité nous prive de sa pensée au sujet de la poliorcétique, et les ouvrages qui nous sont parvenus ne suffisent pas pour nous fournir une vue d’ensemble de sa pensée militaire.
En élargissant l’étude hors des frontières de l’Europe, le général Sun Tzu doit être évoqué dans la liste des précurseurs de l’Histoire militaire. En effet, ce général ayant vécu au VIe siècle avant notre ère est l’auteur d’un ouvrage de stratégie militaire dont le contenu est encore très actuel. Autre texte précurseur de l’histoire militaire et particulièrement précieuse pour les historiens, le Strategikon, écrit par l’empereur byzantin Maurice. Ce traité militaire offre une description détaillée des armes, du quotidien, du droit militaire, de la nourriture des soldats ou encore des soins médicaux dans l’armée byzantine du VIIe siècle.

## L’histoire-bataille
Si l’histoire des guerres et des batailles en tant que telle constitue un objet d’étude auquel les historiens se sont longtemps intéressés, l’expression d’« histoire-bataille » est pour sa part plus récente. Elle est citée pour la première fois par Amans-Alexis Monteil en 1830 dans une critique qu’il développe à son encontre, la jugeant trop académique, lui reprochant de ne pas saisir les grands mouvements de l’histoire et de se concentrer sur l’héroïsme d’un chef.
Durant le XIXe siècle et la première moitié du XXe siècle, l’histoire militaire se développe dans les écoles d’états-majors pour la formation des cadres militaires; les grands noms sont le général von Caemmerer, le lieutenant-colonel Grouard, le major Friederich (attaché au grand état-major et professeur à la Kriegsakademie de 1903 à 1906), ou encore le Général van Hoen. Les travaux d’officiers, antérieurs à 1945, développent un point de vue purement opérationnel, tactique, destiné à l’enseignement militaire. Ils comprennent des détails fastidieux et n’abordent pas la dimension humaine des combats. Le travail dans les archives militaires a ainsi longtemps été réservé aux services historiques des armées qui ont écrit des récits officiels pour préparer les guerres futures. Cela permettait de montrer aux officiers et aux sous-officiers des manœuvres militaires, des organisations d’appui-feu ou l’emploi judicieux de réserves à partir d’exemples concrets, tirés surtout d’échecs et de défaites. Les écrits sur le savoir technique des militaires qu’on appelait autrefois « l’art de la guerre »  et qui couvre la stratégie, le niveau opératique et la tactique foisonnent à cette époque. L’apprentissage de l’histoire militaire et les retours d'expérience qu'elle entraîne en faisaient un outil essentiel d'analyse et de compréhension dans la préparation des opérations militaires. De cette façon, l’armée allemande disposait d’un service historique au sein même de l’état-major du général. Un grand nombre de stratèges militaires étaient de fins étudiants d’histoire militaire à l’image de Napoléon, Moltke, Lee, Schlieffen, Foch, Wavell, Rommel, MacArthur ou encore Patton.
Par ailleurs, le XIXe siècle connait d’importants bouleversements économiques qui sont à l’origine d’innovation en matière technologique. Soulignant les liens qui unissent possibilités industrielles et pouvoir militaire, ce phénomène aboutit à des changements dans la manière de mener la guerre, mais aussi dans l’écriture de l’histoire. Durant cette période, de nombreux auteurs s’adonnent à des réflexions théoriques sur la guerre. Le Prussien Carl von Clausewitz (1780-1831) est ainsi le premier à poser le problème guerre-politique. Son idée fondamentale réside dans le fait que la guerre est la continuation de l’action politique par des moyens différents. Il distingue guerre d’anéantissement et guerre à but limité en insistant sur le caractère féroce et bestial que prend la guerre. Le Suisse Antoine de Jomini (1779-1869) figure également parmi les théoriciens les plus connus de cette période notamment pour ses écrits concernant la logistique. Ces études, considérées à ce moment comme les plus significatives, se distinguent néanmoins de l’histoire militaire, celle-ci devant en principe se focaliser principalement sur  des phénomènes politiques, institutionnels et religieux.
Ces deux thèmes apparentés, faisant tous deux l’objet d’une professionnalisation différente, vont cependant se rencontrer en une seule personne. Ainsi, peu avant 1880, l’historien allemand Hans Delbrück est le premier à introduire ces idées théoriques en liant histoire militaire et réalités politiques dans le champ de la critique historique. De ce fait, il révolutionne l’étude de la guerre et situe l’histoire-bataille dans un plus large flux du développement historique. Dans sa volonté d’assoir une histoire militaire plus universitaire et moins héroïque, Hans Delbrück critique également les grands historiens de l’État-major avec qui il ne s’entend pas sur la définition du travail de l’historien militaire.
Après la Première Guerre mondiale, les historiens ont eu à leur disposition une quantité gigantesque de sources et notamment des dizaines de milliers de témoignages de soldats. Cependant, très peu d’historiens ont utilisé ces sources pour écrire une nouvelle histoire militaire davantage axée sur l’expérience de guerre du combattant. Marc Bloch ou Henri Contamine sont les rares exceptions de cette période à s’intéresser un minimum à une histoire sociale du conflit. Les ouvrages de l’après-guerre s’intéressent autant à l’histoire des grandes batailles de la Première Guerre mondiale qu’aux stratégies mises en place ainsi qu’aux nouvelles innovations techniques de ce conflit que sont les tranchées, les barbelés, l’aviation, l’usage massif de l’artillerie etc.
Les années 90 marquent un renouveau de l’histoire-bataille qui s’inscrit dans une tendance plus large de la réhabilitation de l’évènement, notamment grâce à l’impulsion de Georges Duby. Peu après sa mort en 1996, Jacques Le Goff livre sa vision à travers les propos suivants : « Avec Le Dimanche de Bouvines (1973), [Duby] a été le pionnier du retour de l'événement dans l'historiographie, en montrant qu'il n'est que la pointe de l'iceberg et que l'histoire-bataille ne peut désormais se faire qu'au terme de l'étude d'un processus convergent de changements militaires, sociaux, politiques et culturels marqués par l'évolution des mentalités et des sensibilités. »
Aujourd’hui, faisant échos à Marc Bloch, certains historiens partagent l’idée qu’il est nécessaire de réconcilier l’histoire-bataille et la « nouvelle-histoire » en considérant l’évènement comme s’inscrivant dans la longue durée.
Un véritable renouvellement se fait autour de l’histoire du fait guerrier, venant des échos depuis le début des années 1990, l’histoire du fait guerrier se distingue en parlant de la guerre comme un fait social et avant tout humain, les études pullulent sur les réseaux de résistances et de collaboration dans l’Europe des deux guerres mondiales, mais pas seulement, le ressenti des civils, les conséquences des conflits sur les économies, mais aussi des histoires de communautés, de sociétés, etc. L’historiographie évoque ainsi une  « nouvelle histoire bataille » qui est détaché du terme ayant aujourd’hui une connotation négative. Le Centre d’études d’histoire de la défense dépendant de Institut de Recherche stratégique de l'École Militaire de France souhaite réconcilier la « nouvelle histoire » et « l’histoire bataille », l’évènement et la longue durée. La notion d’histoire du fait guerrier s’affermit, John Keegan l’affirme, « la guerre est un acte culturel ». Le centenaire de la Première Guerre mondiale a été un creuset pour une vague de recherche sur cette période, alimenté par les efforts des décennies précédentes. Cette explosion thématique de l’histoire militaire quitte aujourd’hui la période des deux guerres mondiales en avançant désormais vers le passé, mais également plus loin dans l’histoire jusqu’à nos jours, l’étude des conflits coloniaux et postcoloniaux est d’excellents exemples qui montrent l’intérêt des historiens d’aujourd’hui dans l’histoire du fait guerrier.

## L'histoire militaire en tant qu'objet de formation
Aux yeux de Gilles Haberey et Hugues Perot, deux officiers supérieurs français, l’expérience historique éclaire tant l’actualité que le futur dans la mesure où l’analyse de ses leçons permet d’éviter la réitération de certaines situations néfastes et l’histoire militaire en est une parfaite illustration. Se situant entre historiographie et réflexion tactique, l’histoire militaire permet aux officiers d’aujourd’hui, au travers des victoires et des défaites de leurs prédécesseurs, d’apprendre à maîtriser leur art du commandement. March Bloch écrit ainsi des militaires : « Ils sont peut-être les seuls hommes d’action qui jusqu’ici aient sciemment tentés d’employer nos recherches à des fins pratiques »
Dès 1521, le Florentin Machiavel publie L'Art de la Guerre , au travers d’une dialectique écrite en prose, il revient sur les stratagèmes de l’Antiquité inaugurant en occident une science qui va connaître de nombreux émules. De 1789 à 1815, l’art de la guerre subit une transformation profonde, mais ses témoins ont autre chose à faire que de la théoriser. En 1799, Dietrich Heinrich Freiherr von Bülow publie à Hambourg son Geist des Neueren Kriegssystems où il réduit la guerre à une approche géométrique. En 1838, Antoine de Jomini fait œuvre d’historien, mais surtout d’analyste avec son Précis de l’art de la guerre. Il combine l’héritage des auteurs du XVIIIe siècle avec les enseignements du modèle napoléonien. Il sera suivi par le célèbre Vom Kriege de Clausewitz et ses disciples. La bataille de Sadowa et le succès prussien de 1870-1871 rendent ses écrits célèbres en France et son introduit par le commandant Carnot à l’École supérieure de guerre de Paris en 1884. La fin du premier conflit mondial s’accompagne d’une grande collection parue chez Payot où les commandants en chef livrent leurs enseignements. En Belgique, les œuvres pionnières les plus célèbres sont celles de Renard, Étude sur les origines des batailles historique et par la suite de van Overstraeten, Des principes de la guerre à travers les âges.
De nos jours, en France, le style connaît un renouveau en particulier par le biais des publications d’officiers supérieurs tels que Desportes, Phelizon, Yakovleff pour ne citer que les plus lus,,. Leurs analyses s’illustrent systématiquement par des cas d’écoles. D’autres officiers popularisent le style en se plaçant de manière à intéresser un lectorat tant civil que militaire, qu’il s’agisse de Goya, Haberey, Pérot ou encore Santoni, tous utilisent la même méthode pour transmettre leurs connaissances, jonglant entre faits historiques, analyses théoriques et apport de leur expérience personnelle. Les dernières éditions de leurs textes vont jusqu’à être richement illustrées pour séduire le grand public,.

## L'histoire régimentaire
Pan de l’histoire militaire qui a trait à l’histoire des unités engagées dans les combats. Il a fallu attendre l'institutionnalisation des régiments pour que les premiers historiques régimentaires apparaissent. Le premier est rédigé en langue anglaise par Robert Monro : Monro, son expédition avec le valeureux régiment écossais dit les Macksay. En langue française, certaines initiatives spontanées sont l’œuvre des membres l’unité dès le XVIIIe siècle. Il faut toutefois attendre les Essais historiques sur les régiments d’infanterie, de cavalerie et dragons, parus en 1765 sous la plume de Monsieur de Roussel pour voir défini le contenu possible d’un historique régimentaire : l’origine du régiment, l’histoire de ses principaux officiers, une relation tirée du journal des campagnes du régiment, le détail des engagements auxquels il a participé, le nom des officiers qui y ont été tués ou blessés. En avril 1839, le ministre de la Guerre, le général Cubière fait adopter un plan type. Au début du XXe siècle, l’initiative est officialisée en France par le ministère de la guerre et de l'état-major de l'armée visant à produire une relation des faits d'armes dans le but d'enseigner les traditions aux jeunes soldats et forger un esprit de corps jugé indispensable. À l’issue des conflits contemporains, les différentes armées du monde remettent à jour les historiques de leurs unités. Bien souvent, les opus sont initiés au sein des unités à la suite des opérations qu’ils ont menées. En France l’habitude tombe en relative désuétude avant d’être de nouveau incarnée par la volonté des Éditions Pierre de Taillac qui y voit une occasion commerciale en modernisant le concept pour l’orienter vers le grand public.

## De 1945 à nos jours

### L’école française et le renouveau de l’histoire militaire
Dans le spectre de l’historiographie française et dans un monde où l’histoire quantitative et sérielle domine la production historique au milieu du XXe siècle, l’opprobre pèse sur l’histoire militaire, dépréciée sous le nom péjoratif d’« histoire-bataille ». L’histoire militaire a considérablement souffert du recul de l’histoire évènementielle et du succès de l’histoire structurale avec la « révolution des Annales ». S’ils fustigeaient l’aspect évènementiel de l’histoire-bataille, les fondateurs de l’École des Annales tels que Lucien Febvre ou Fernand Braudel n’ont toutefois jamais nié l’importance de donner des leçons d’histoire sur la guerre. En raison d'un antimilitarisme et d'une perte d’intérêt pour le fait militaire et la bataille, une certaine marginalisation de l’histoire militaire s’observe dans le monde académique français : de la fin de la Seconde Guerre mondiale aux années 1960-70, l’étude du phénomène guerrier est délaissée au profit d’une histoire militaire plus sociale s’intéressant aux déplacements de population, à la masse que forment les soldats et le corps des officiers, aux conditions de recrutement, etc.
Bien que le combat et la bataille soient marginalisés, il s’agit là d’une histoire militaire renouvelée à travers une histoire principalement sociale qui diffère des enseignements dispensés dans les écoles d’états-majors. Cette réhabilitation sociale de l’histoire militaire concerne toutes les périodes de l’histoire. Publié en 1980, le travail de Philippe Contamine sur la Guerre au Moyen Âge, fait figure d’ouvrage de référence pour l’histoire militaire du Moyen Âge. André Corvisier qui publie en 1964 sa thèse sur l’Armée française, de la fin du XVIIe siècle au ministère Choiseul : le soldat  permet une approche de l’Ancien Régime via une histoire sérielle de la société militaire. Son travail repose sur l’analyse d’un fonds contenant 2000 registres fournissant le signalement de tout soldat pour lutter contre l’indiscipline et la désertion. Grâce à sa thèse parue en 1979 sur Les ingénieurs du Roi, de Louis XIV à Louis XV, Anne Blanchard s’affirme ensuite définitivement comme la grande spécialiste de la monarchie. Pour la période révolutionnaire et impériale, le renouveau historiographique s’écrit sous l’influence de Marcel Reinhard et de Jean-Paul Bertaud, qui réinterprètent le rôle révolutionnaire de l’armée sous la Révolution française. À l’occasion du Bicentenaire de 1789, la masse des travaux sur la période augmente. La mentalité du soldat citoyen est ainsi revisitée à travers l’Atlas de la Révolution française, sous la direction de Serge Bonin et de Claude Langlois, qui montre une armée française désormais nationale. Guy Pedroncini boucle ce tour d’horizon en publiant pour la période contemporaine le tome trois de l’Histoire militaire de la France. Il relance également l’étude de la Première Guerre mondiale grâce à des travaux sur le rôle du général Pétain et sur les mutineries de 1917. Tous ces travaux ont permis une compréhension plus poussée des interactions entre l’armée et l’appareil de l’État, montrant que l’armée a été un instrument fondamental dans la construction de l’État et dans la constitution de la société française moderne.
On observe un regain d’intérêt pour la bataille dans les études historiques depuis les années 1990, mais ce renouveau de l’histoire militaire se place dans une réhabilitation progressive de l’histoire évènementielle qui apparaît dans les années 1970. C’est avec Le Le Dimanche de Bouvines sorti en 1973, que Georges Duby devient le véritable pionnier du retour de l’évènement dans l’historiographie et révolutionne le genre de l’histoire-bataille. Il inaugure une nouvelle façon d’écrire l’histoire de la bataille en l’envisageant comme « le produit et l’instrument d’une propagande politique ». Dès lors, les historiens s’efforcent de réhabiliter la bataille en tant que telle et de concilier histoire-bataille et « Nouvelle histoire ». Il ne s’agit pas du retour au récit factuel et descriptif de la bataille tel qu’on l’écrivait à la fin du XIXe siècle, mais d’une histoire militaire renouvelée, écrite de concert avec l’histoire politique et culturelle.

### New Military History
Une histoire militaire traditionnelle est cependant toujours pratiquée dans les universités anglo-saxonnes où les War Studies occupent un rôle primordial. La nouvelle histoire des guerres et du combat provient donc essentiellement du monde anglo-saxon où une production éditoriale importante s’observe dans des revues universitaires d’excellent niveau. On pense à War in History, War & Society ou au Journal of Military History.
Un nouveau modèle d’histoire militaire plus anthropologique se développe dans les années 1970-1980. La commercialisation de la télévision, qui amène une vision empirique des conflits dans les ménages n’est sans doute pas étrangère à ce nouveau mouvement d’histoire militaire. Le Britannique John Keegan est le grand artisan de cette nouvelle perspective historique qui remet en question toute l’histoire militaire traditionnelle. Ce dernier n’a aucune expérience professionnelle militaire et il n’est donc pas coutumier de toutes les pratiques militaires. Toutefois sa vision de civil va apporter un nouveau regard sur l’histoire militaire. Avec son ouvrage The Face of Battle, sorti en 1976, il est l’initiateur d’un genre renouvelé de l’histoire militaire qui anticipe un vaste retour vers l’étude de l’expérience du combat. Il s’intéresse à l’expérience individuelle des soldats à travers l’étude de trois cas : les victoires anglaises contre les Français d’Azincourt, et de Waterloo et l’offensive franco-britannique de la Somme. Professeur à l’Académie royale militaire de Sandhurst, il introduit de nouveaux questionnements en insistant sur l’angle de vision personnelle des témoins et des participants en privilégiant une approche historique plus humaine, au « ras du sol ». Le modèle de Keegan qui prétend observer des évènements militaires et en tirer des conclusions sur la façon de se battre à cette période n’est pas le seul. Brent Nosworthy propose, au contraire, d’examiner des évènements militaires et de les commenter en fonction de ce qui est connu sur la façon de se battre à cette époque. Paul Fussel, quant à lui, est l’un des premiers à s’intéresser à la psychologie et au comportement des soldats durant la Seconde Guerre mondiale dans son ouvrage Wartime: Understanding and Behavior in the Second World War, sorti en 1989.
Ce renouvellement des questionnements sur l’histoire militaire se porte dans deux directions : l’étude de la pensée stratégique et celle de l’expérience du combattant. Concernant la première, les historiens militaires se doivent de connaître ce qui relève de la pensée stratégique, opérative et tactique. L’étude de la pensée militaire est primordiale pour saisir les problématiques de l’étude du combat en lui-même. En France, dans leur ouvrage sur La Bataille, publié en 2015, Ariane Boltanski, Yann Lagadec et Franck Mercier nous expliquent la seconde direction : « [elle] concerne la perception globale de la bataille qui n’est plus seulement envisagée selon le point de vue abstrait et surplombant du commandement, mais aussi en fonction du regard et de l’expérience des combattants eux-mêmes. En réaction à une histoire de la bataille trop longtemps et trop exclusivement écrite d’en haut, depuis les états-majors, nombre d’historiens se sont ainsi efforcés de reconstituer les conditions et les perceptions réelles du combat au niveau de l’humble soldat. L’importance nouvelle accordée à l’expérience vécue du combat, au plus près de l’homme de troupe, a puissamment contribué au renouvellement de l’historiographie ».

### L’expérience du combat
Le travail de l’historien israélo-américain Omer Bartov, sur la Wehrmacht sur le front de l’Est  s’inscrit également dans la lignée historiographique de John Keegan qui étudie la guerre et le combat vus et vécus par l’homme de rang. Le spécialiste de la Grèce antique Victor David Hanson est aussi l’un des grands acteurs du renouveau du genre grâce à son ouvrage sur le déroulement des combats d’hoplites grecs. En étudiant la pratique même du combat des hoplites (il va jusqu’à faire revêtir des répliques d’armures de bronze à ses élèves de l’Université de Californie pour cela), Hanson définit un modèle occidental de la guerre. Celui-ci se caractérise par une nette préférence pour la bataille décisive, comme caractérisé à l'époque moderne par Napoléon, devant aboutir à un résultat rapide et définitif, d’où une aversion des Occidentaux pour les modèles « asymétriques » de la guerre. Il interroge ensuite la permanence de ce modèle occidental de la guerre dans la société contemporaine qui est, selon lui, dépassé depuis la deuxième moitié du XXe siècle.
Dans la suite de la démarche de Victor David Hanson, se développe en occident depuis plusieurs années une discipline mêlant histoire et sport, les AMHE (Arts martiaux historiques européens). Les AMHE se présentent comme un mélange entre une démarche culturelle et une démarche sportive. Il s’agit par l’étude de sources primaires de reproduire le geste martial passé dans une pratique contemporaine. Les pratiquants se basent donc sur des sources iconographiques et textuelles, mais ils dépassent l’aspect purement analytique par un aspect expérimentation. Cependant, cette discipline n’est pas purement historique, dans la pratique elle-même, lors de la phase d’expérimentation, les pratiquants à partir de la source vont expérimenter des gestes qui parfois sortiront de la source. Il ne faut pas totalement confondre les AMHE avec une pratique académique de l'histoire. Cependant, de plus en plus d'historiens pratiquent les AMHE et s'en inspirent pour leurs recherches. Par exemple, Daniel Jaquet qui travaille sur le geste martial et les livres de combat au Moyen Âge, tout en étant membre de l’HEMAC (Historical European Martial Art Coalition) depuis 2007.
Se développe ainsi une véritable histoire anthropologique qui permet de mieux saisir les réalités que vit le combattant. Au début des années 1990, l’histoire culturelle a permis de porter de nouveaux regards sur la Première Guerre mondiale. L’un de ses spécialistes, Stéphane Audoin-Rouzeau, propose à ce sujet une « anthropologie historique » du premier conflit mondial dans son ouvrage: Une anthropologie historique de la guerre moderne (XIXe – XXe siècle),. Il accentue son propos sur l’expérience combattante et sur la « physicalité » des combats. Pour étudier cela, il utilise les sources médicales et les témoignages qui sont disponibles en très grand nombre à partir de la Première Guerre mondiale. Audoin-Rouzeau attire encore l’attention sur l’influence du terrain dans le combat : on ne se bat pas de la même façon dès lors qu’on est en rase campagne ou en milieu urbain.
Les nouveaux constats donnés par Keegan et Audoin-Rouzeau proviennent d’une redécouverte des Études sur le combat du colonel français Charles Ardant du Picq, à la fin du XIXe siècle. Ce dernier propose d’étudier l’homme et son action individuelle dans le combat lui-même. Ces études ont une véritable dimension anthropologique tant elles révèlent des invariants dans les réactions humaines durant le combat. Toutefois, elles n’abordent que l’action individuelle du soldat et oublient les échelons supérieurs de la bataille. À ce propos, le Belge Bruno Colson, spécialiste d’histoire militaire et stratégique et des études napoléoniennes, explique que les meilleurs travaux combinent les approches « top-down » et « bottom-up ». Autrement dit, la guerre est étudiée au niveau des combattants dans le feu de l’action, mais également au niveau des décisions opérationnelles, stratégiques et tactiques des généraux. Ce passage constant du micro au macro et vice versa, l’historien militaire britannique Anthony Beevor la maitrise totalement dans ses ouvrages sur la Seconde Guerre mondiale qui s’inscrivent dans le genre de l’histoire « narrative ». On pense ainsi à D-Day: The Battle for Normandy (2009), Berlin: The Downfall 1945 (2002) ou encore Stalingrad (1998). Dans Rethinking Military History,  publié en 2004, l’historien britannique Jeremy Black émet huit critiques sur la façon de faire l’histoire militaire. Pour lui, le phénomène guerrier ne se réduit pas non plus à une série d’actes individuels. Comme Keegan et Audoin-Rouzeau, il insiste sur la nécessité de comprendre l’homme dans l’expérience de la guerre, mais il voit le combat comme un processus organisé nécessitant un certain degré d’abstraction. Hervé Drévillon en revient au même constat : il faut savoir varier les échelles, passer du niveau des témoignages individuels puis revenir aux vues d’ensemble des opérations, pratiquer la technique du « zoom ».
Dans la continuité de la recherche sur l’expérience du combat, nous pouvons aussi noter l’apparition de l’étude du wargame et de son utilisation dans un contexte académique. Le wargame ou kriegspiel, est un jeu de pions aux règles complexes, inventé à l’origine par l’armée prussienne au XIXe siècle afin d’aider à l’entrainement des officiers. L’étude du jeu de la guerre en lui-même est déjà intéressante, car il reflète par ses règles et son déroulement une vision du fait militaire de l’époque et des enjeux vus comme importants par ces contemporains. l’intérêt va cependant plus loin, d’une manière un peu similaire avec les AMHE évoqués plus hauts, la pratique du kriegspiel peut s’avérer utile à une certaine « expérimentation » historique. Jorit Wintjes et Steffen Pielström appliquent cette méthode à la Julius-Maximilians-Universität Würzburg en détaillant leur démarche et l’intérêt dans l’article Pluie de Balles, complex wargames in the class room. Les jeux pratiqués avec leurs élèves sont donc des jeux de simulations militaires mettant les élèves aux places de commandant de forces armées. Il s’agit de jeux à grandes échelles impliquant jusqu’à une quarantaine de joueurs. L’intérêt est ici de permettre aux élèves de faire l’expérience, dans une faible mesure, du commandement et de ses contraintes. Ainsi, les élèves se confrontent aux choix difficiles, à la prise de décision avec peu d’informations ou au manque d’information dû aux difficultés de communication ou au brouillard de guerre. De plus, le jeu est un outil souvent négligé dans les apprentissages. Pour la recherche en histoire, il permet aussi d'ouvrir de nouvelles perspectives et des opportunités de tester la validité de certaines hypothèses sans pour autant se substituer aux sources.
Cette nouvelle histoire militaire étudie les détails tactiques, les stratégies mises en place par les différents camps dans l’idée de mieux comprendre le comportement des militaires sur le terrain. On remarque cependant que les chercheurs anglo-saxons sont davantage enclins à intégrer l’histoire des opérations, les doctrines militaires, la stratégie, etc. dans leurs travaux. En effet, l’étude des conflits armés possède, encore au XXIe siècle, son lot de connotations péjoratives. Le monde académique et universitaire s’intéresse à ce qui touche de près ou de loin aux armées alors que l’étude du cœur même de la guerre, c’est-à-dire des composantes militaires et de pratique de la guerre, est encore trop souvent évitée.

### Le concept de révolution militaire à travers les âges
Dans les années 1990, les grands phénomènes de changements dans l’art de la guerre alimentent un autre débat parmi les historiens militaires de la période moderne. C’est un article publié en 1955 par l’historien britannique Michael Roberts qui ouvre le débat relancé en 1979 par Geoffry Parker qui critique à son tour les conclusions de Roberts,. La controverse, alimentée par des historiens comme Jeremy Black ou John Lynn, consiste en deux grandes questions : le concept de révolution militaire est-il réellement valable et à quelle période cette révolution aurait-elle eu lieu ? Parker devient par la suite le grand théoricien de la révolution militaire des Temps Modernes qui aurait contribué à permettre à l’Occident de s’imposer mondialement,. Il explique qu'il y a eu une accélération autour de l'impact des armées sur la société. La place de la guerre change significativement à la fin du XVIe siècle. Il s'agit d'une période charnière où l'accélération des processus nationaux accentue les guerres et leurs impacts sur la société. Ceci établi, d’autres historiens se sont attelés à trouver de pareilles révolutions militaires dans les autres périodes de l’Histoire. Robert Drews a ainsi appliqué ce nouveau concept de révolution militaire à la succession de crises et de catastrophes qui affectent le Proche-Orient à la fin de l’âge du Bronze. Drews établit qu’une véritable révolution militaire a lieu à cette époque lorsque des contingents de mercenaires trouvent de nouvelles techniques de combat pour vaincre leurs maîtres qui, eux, se battent sur des chars. Les bouleversements militaires des autres périodes de l’Histoire sont également étudiés, tels que la perspective de révolution militaire avec la naissance de la féodalité et de la chevalerie ou les changements induits par les guerres de la Révolution et de l’Empire,.
Parmi les autres chantiers de la nouvelle histoire militaire, le renouvellement des concepts de la guerre mécanisée peut aujourd’hui être également considéré comme une forme de révolution militaire dans la mesure où sa maîtrise a bouleversé l’art de la guerre après l’impasse de la guerre de retranchement. Durant les années 1960-70, les historiens militaires occidentaux surestimaient le rôle joué par les généraux allemands dans la naissance et la maitrise de la guerre mécanisée. Loin de cette vision, plusieurs spécialistes se sont penchés sur la question et ont mis en lumière le rôle majeur joué par l’Union soviétique dans la construction de la pensée de la guerre mécanisée. Les stratèges soviétiques ont contribué largement, dans les années 1920-30, à l’élaboration de nouvelles doctrines opérationnelles : opérations en profondeur, niveau opérationnel, guerre aéromécanisée. En réalité, l’origine du concept remonte d’une part à l’invention du char et d’autre part à la mise au point par l’armée impériale allemande des techniques d’assaut d’infanterie et d’une nouvelle doctrine d’emploi de l’artillerie. D’autres plus récemment se sont penchés sur le rôle central des précurseurs britanniques à l’origine du plan 1919, premier grand plan d’assaut aéroterrestre mécanisé à l’échelon opérationnel.
L’historien et lieutenant-colonel allemand Karl Heinz Frieser a enfin contribué à détruire l’un des mythes les plus importants de l’histoire militaire du XXe siècle, à savoir celui de l’excellence de l’armée allemande dans la théorie et la pratique de la guerre mécanisée. L’historien français Laurent Henninger explique le point de vue de Frieser : « la campagne de France menée par la Wehrmacht en 1940 fut loin d’être le cas d’école parfait qu’on a longtemps cru y voir : bien plus marqué du sceau de l’improvisation, du chaos et de l’opportunité que de la planification rigoureuse ». Dans le sillage du tournant culturel qui affecte l’histoire militaire, John Lynn confirme le constat de Frieser en expliquant que l’avantage des Allemands en 1940 est conceptuel et non technique. L’argument du fossé technologique n’étant pas valable pour les puissances occidentales de cette époque. Il émet ainsi l’hypothèse de l’existence d’une culture militaire. L’historienne Isabelle Hull appuie son hypothèse en montrant que l’approche culturelle et l’étude des opérations se rejoignent. Dans son ouvrage sorti en 2005 sur la Military Culture and the Practices of War in Imperial Germany, elle explique que l’Allemagne prônait un « extrémisme militaire » et l’utilisation intensive et sans limite de la violence dans la conduite de la guerre. Cette exacerbation de l’usage de la violence a entraîné une fixation de l’armée allemande pour l’art opératif et la recherche de l’efficacité totale, au détriment de la stratégie et dans le mépris de la législation internationale limitant la violence.
L’histoire militaire au début de XXIe siècle, n’a plus-grand-chose à voir avec l’histoire-bataille enseignée dans les écoles d’états-majors au XIXe siècle. Depuis 1945, elle s’est enrichie des multiples disciplines auxiliaires de l’histoire à l’image de l’anthropologie, de la sociologie ou des sciences politiques. L’histoire militaire se mène maintenant sous un angle anthropologique en lien avec l’histoire politique et culturelle en prenant en compte le plus grand nombre possible de paramètres dans les différentes disciplines. L’historien militaire belge Bruno Colson résume en 2016 que l’histoire militaire « s’enrichit aujourd’hui de l’étude des armées, de leur composition sociale, de leur culture, de leur échelle de valeurs, de leurs relations avec les autorités publiques et la société civile. […] L’histoire des opérations donne du sens à une histoire de la guerre au sens large, parce que l’issue des batailles ouvre ou ferme des occasions d’atteindre d’importants objectifs politiques ».

## Les jeux vidéo et l'histoire militaire
Les jeux vidéos sont devenus un média incontournable depuis le milieu des années 1980. Ils ont permis d’ouvrir un nouveau champ de communication alliant créativité et amusement. Aujourd’hui encore les jeux vidéos sont une industrie incontournable et ont un réel enjeu sur notre vision de l’histoire militaire.
De nombreuses périodes de l’histoire sont propices à des mises en scène, mais la plus populaire d’entre toutes semble être la Seconde Guerre mondiale. De nombreux jeux l’illustrent et aujourd’hui les historiens s’interrogent sur la façon dont ce média invoque l’histoire et particulièrement sa mémoire. Il faut tout d’abord différencié deux types de jeux vidéos, les jeux dit arcade comme Call of Duty pour en citer que le plus populaire de ceux ayant une volonté immersive, par exemple Red Orchestra : Heroes of Stalingrad. Ces derniers ont un enjeu commun, notre mémoire collective sur l’histoire. Une partie importante des jeunes conçoive la Seconde Guerre mondiale, la guerre froide ou bien d’autres évènements historiques au travers des jeux vidéos, ces derniers ont donc une responsabilité dans la vision que nous donnons de l’histoire et ont un impact indéniable sur la culture populaire d’évènement historique. D’autres jeux ont même un usage réel pour les forces armées, comme la série de jeu Arma qui existe également sous un logiciel utilisé par plusieurs armées dans le monde afin de faire des simulations de tactiques et de stratégie en temps réel.

## Les musées et l'histoire militaire
Un autre vecteur important sont les musées, ils sont primordiaux dans la communication de l’histoire et les musées ayant attrait à l’histoire militaire sont souvent très populaire. L’exemple du War Heritage Institute en Belgique en est un bon représentant. Il s’agit d’une structure regroupant les musées couvrant l’histoire militaire les plus importants de Belgique avec le Musée royal de l’armée, le fort de Breendonk, le Bastogne Barracks, etc.
Mais le War Heritage Institute n’est pas qu’une vitrine pour l’histoire, Il est également un acteur de la recherche historique avec plusieurs projets en cours, notamment de restauration de pièces d’arts en liant avec l’histoire militaire comme des panoramas de la bataille de l’Yser, mais également des publications scientifiques. Selon leur rapport annuel, près de 52 publications ont été rédigées par des membres du War Heritage Institute pour l’année 2019.